# Svartviksberget
Svartviksberget är ett naturreservat i Hudiksvalls kommun i Hälsingland.
Reservatet består av ett 250 meter högt berg. Det reser sig brant söder om sjön Gryttjen och är beläget mellan Ljusdal och Delsbo. Området är 150 hektar stort och skyddat sedan 2003.

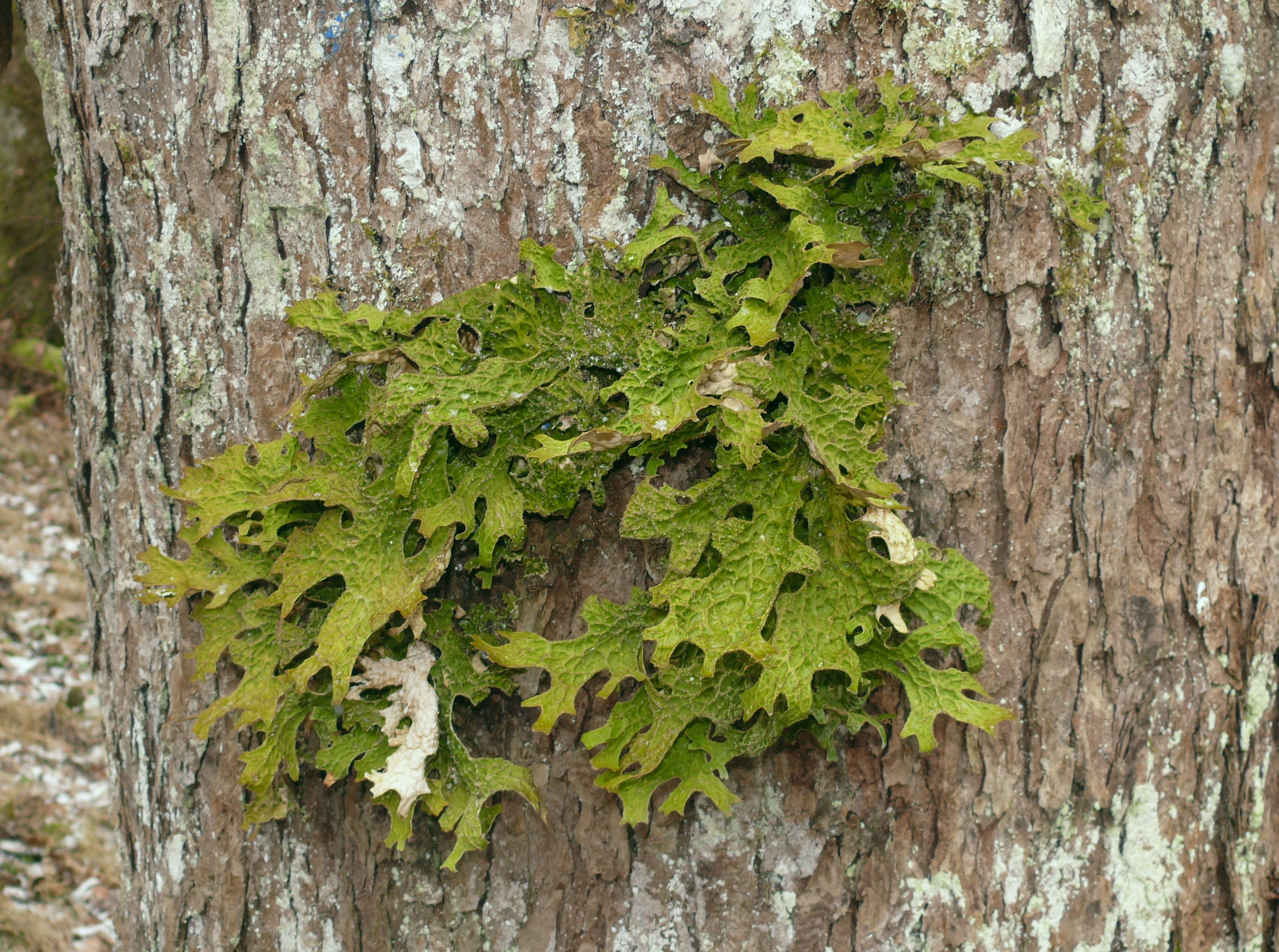
Lunglav

Berggrunden utgörs av ögongnejsgranit med ett  inslag av grönsten. Här finns både rasbranter, sumpskogspartier och gamla träd. Bland olika arter kan skogsfru, doftticka, kattfotslav och lunglav nämnas. 